# Gia
GIA是台灣的四人女子演唱組合，為翡士達演藝經紀旗下的團體，於2010年正式出道。
GIA的團名是Girl Is Awesome的簡寫，中文意思為「女孩，太棒了！」乃希望觀眾對她們的表演發出讚賞與驚艷，縮寫GIA，更是一種鑽石鑑定的國際規格標準，隱喻未來她們能夠在舞台上如鑽石般耀眼奪目。
2010年9月3日正式發行《GIA首張同名迷你專輯》。後來解散。

## 成員資料
| 藝名   | 英文名       | 身高  | 體重 | 學歷 |
| ------ | ------------ | ----- | ---- | --- |
| 又莉   | Yuli(Leader) | 165cm | 42kg | 英國Kingston University 碩士(Landscape Architecture) 兼修倫敦電視與電影學院 進階表演學位 陳奕迅學妹 母親是CEO |
| 李宓   | Mina         | 172cm | 46kg | 台大戲劇系畢業 北一女數理資優班 資生堂前董事長之女                                                            |
| 樓心潼 | Amily        | 163cm | 45kg | 台灣藝術大學戲劇系                                                                                            |
| 江晨希 | Alina        | 168cm | 48kg | 台北大學公共行政系 父親是扶輪社社長                                                                           |

## 獻唱世博
世博會台灣館(網上台灣館)在世博園區當中獲得好評，兩岸交流熱情亮點不斷，四個來自台灣著名高校的陽光靚女與知名的音樂創作人攜手打造了世博慈善募款主題曲，她們還希望在世博會期間，可以用慈善串起兩岸，傳遞台灣的風光與熱情。
這首名為“夢想家”的世博慈善募款主題曲是為了上海慈善基金會而獻唱。歌詞創作人林尚德曾經為飛兒樂團、偶像劇痞子英雄等打造出多首動聽金曲，他說所有參與世博會的一份子，都是海寶的好夥伴，能夠在世博會當中，看到人類的夢想與力量，他希望這首歌能讓更多人伸出雙手，支持上海慈善基金會勸募兒童世博會門票的活動。
演唱歌曲的女子團體GIA四名成員：樓庭岑、又莉、李宓、江晨希，分別是台灣大學等著名大學的高材生，畢業於台大戲劇系的李宓說，她自己對於世博會很關注，台灣人對於世博會當中天燈造型的台灣館廣受好評，也有一份自豪，她希望能夠在世博會的平台上，讓全世界更多的好朋友認識台灣風情。

## 音樂

### 專輯
- 2010年9月3日《GIA首張同名迷你專輯》

## 外部連結
- 官方Facebook:GIA 姐阿 （页面存档备份，存于）
- 又莉Yuli官方Facebook （页面存档备份，存于）
- 江晨希│Facebook （页面存档备份，存于）
- GIA江晨希│Facebook粉絲團 （页面存档备份，存于）